# Герхард Геземан
Герхард Геземан, с пълно име Герхард Фридрих Франц Геземан (на немски: Gerhard Friedrich Franz Gesemann) е германски славист, фолклорист, литературен критик и университетски преподавател.

## Биография
Геземан е син на учител Брауншвайг. След получаване на докторска си степен по германистика, през 1913 г. той пренебрегва възможността да отиде в Лайпциг през месец август на същата година, за да подпомогне славистичните проучвания Август Лескин, като вместо това заминава за Белград през 1914 г., за да преподава в немската гимназия в града.
След избухването на Първата световна война като санитар Геземан придружава сръбската армия в отстъплението и през Албания към остров Корфу, като от Албания през неутрална територия се завръща в Германия. Тези си премеждия в живота описва в книгата си (на немски: Die Flucht. Aus einem serbischen Tagebuch), излязла на книжния пазар през 1935 г.
През 1920 г. се хабилитира при Ерих Бернекер в Мюнхен с издаването на т.нар Ерлангенски ръкопис (издаден като „Rukopis starih srpskohrvatskih narodnih pesama“, Sremski Karlovci, 1925).
През периода 1922-1944 г. Геземан се отдава на славистични изследвания и балканоложки проучвания в Славянския семинар на Немския университет „Карл Фердинанд“ в Прага. Той е вторият учен след професор Франц Спина, включил се в семинара. Заедно със Спина през 1930 г. основава Германското общество за славянски изследвания (на немски: Deutsche Gesellschaft für Slawistische Forschung), което издава научното списание Slavische Rundschau („Славянски преглед“). Особеният интерес на Геземан е насочен към южните славяни, на които посвещава по-голяма част от своите проучвания и произведения. Редом с Херман Вендел, Йозеф Матл и Алоис Шмаус Геземан е един от най-значимите представители на германската сърбо-хърватска славистична школа. През 1937 г. е начело на научна експедиция в Сараево, която записва народни песни. Геземан е изключително добър познавач и проникновен изследовател и на българското народно творчество, фолклор и литература.
След идванието на националсоциалистите на власт в Германия, между 1933 и 1934 г., Геземан е ректор на Немския университет „Карл Фердинанд“ в Прага. Той е член на Судетската германска партия (SdP), която го издига на изборите през 1935 г. като свой основен кандидат в Прага. Веднага след окупацията на Чехословакия и началото на Втората световна война, през 1940 г., министерството на външните работи на Третия Райх го изпраща в Югославия за организирането на Германски научен институт в Белград; след нахлуването на Вермахта в Югославия през април 1941 г. (т.нар Югославска операция), през август Геземан напуска Белград и отново се заема с преподаване в университета в Прага. През 1941 г. става директор на славянския институт, който през февруари 1943 г. става част от Фонда „Райнхард Хайдрих“ (Reinhard-Heydrich-Stiftung). Болестта на сърцето, както и класифицирането му като „политически опортюнист“ от Службата за сигурност (SD) са причина за предсрочното му оттегляне в пенсия през 1944 г.
По време на Втората световна война голяма част от личната библиотека на Геземан е унищожена, загубени са ценни ръкописи, като това осуетява издаването на негов роман. Част от запазения му личен архив днес се съхранява в архива „Monacensia“ в Мюнхен.

## Личен живот
Бил е съпруг на сръбската хореографка и философка Мария Мага Магазинович.

## Произведения
- Regenzauber in Deutschland. Kiel, Phil. Diss., 1913. Braunschweig, 1913.
- Fünfundzwanzig Jahre Slavistik an der Deutschen Universität in Prag (1903-1928): Eine Denkschrift. (Von Franz Spina und Gerhard Gesemann.) Prag, J. G. Calve 1928.
- Die serbokroatische Literatur. Wildpark-Potsdam, Akademische Verlagsgesellschaft. Athenaion 1930.
- Der montenegrische Mensch: Zur Literaturgeschichte und Charakterologie der Patriarchalität. Prag, Calve 1934.
- Das Königreich Südslawien (Von Gerhard Gesemann u. a.) Leipzig, Univ. Verl. Noske 1935.
- Die Flucht: Aus einem serbischen Tagebuch 1915 und 1916. München, Albert Langen/Georg Müller 1935.
- Kultur der slawischen Völker. (Von Gerhard Gesemann, Michael Antonowytsch u. a.) Potsdam, Akademische Verlags-Gesellschaft Athenaion 1936.
- Neue bulgarische Erzähler. (Von Ziwka Dragnewa und Gerhard Gesemann.) München, Albert Langen/Georg Müller 1936.
- Helden, Hirten und Hajduken: Montenegrin; Volksgeschichten. München, Albert Langen/Georg Müller 1935.
- Heroische Lebensform: Zur Literatur und Wesenskunde der balkanischen Patriarchalität. Berlin, Wiking-Verlag 1943.
- Zweiundsiebzig Lieder des bulgarischen Volkes: Übersetzt und nachgedichtet. Berlin, Wiking-Verlag 1944.
- Germanoslavica, „Geschichten aus dem Hinterhalt“: 5 balkan. u. 1 Prager Novelle aus dem Nachlass. Kommentar, Lebensabriss und Schriftenverzeichnis, erstellt von Wolfgang Gesemann. Frankfurt am Main, Bern, Cirencester/U.K., Lang 1979.